# Korytarzyk w Czarnych Turniach
Korytarzyk w Czarnych Turniach – jaskinia w Dolinie Kościeliskiej w Tatrach Zachodnich. Wejście do niej znajduje się w Dolinie Smytniej, u podnóża Raptawickiego Muru, na wysokości 1300 metrów n.p.m. Jaskinia jest pozioma, a jej długość wynosi 6 metrów.

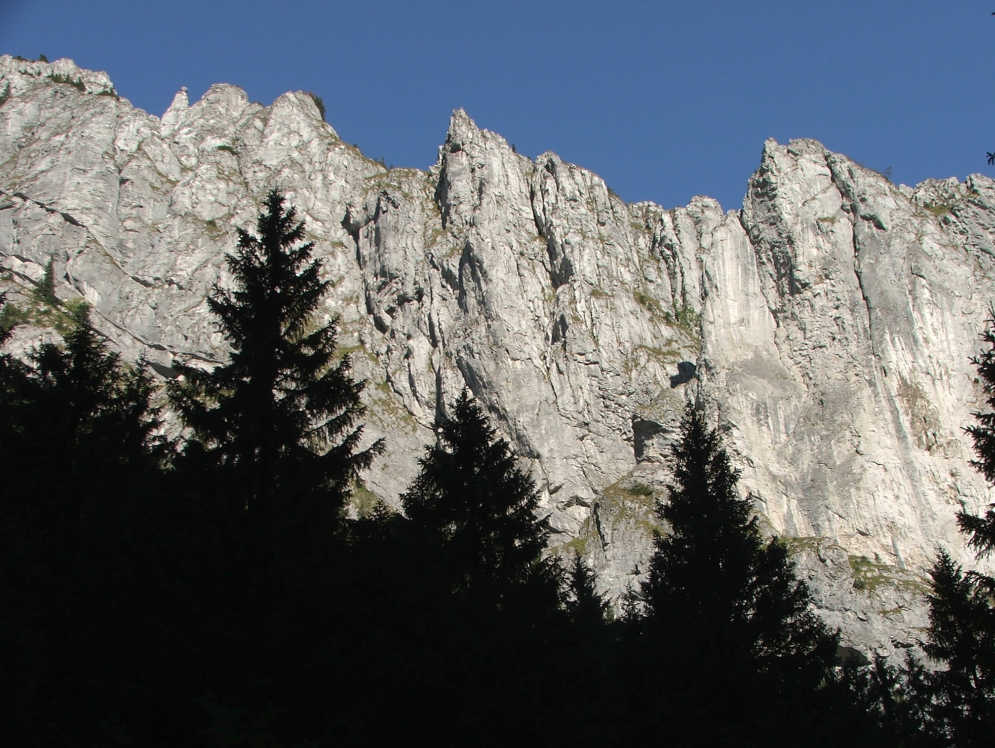
Raptawicki Mur

## Opis jaskini
Jaskinię stanowi poziomy, ciasny korytarzyk zaczynający się w niewielkim, półkolistym otworze wejściowym.

## Przyroda
W jaskini można spotkać nacieki grzybkowe. Ściany są wilgotne, brak jest na nich roślinności.

## Historia odkryć
Jaskinia była prawdopodobnie znana od dawna. Pierwszą wzmiankę o niej opublikował W. W. Wiśniewski w 1990 roku.